# Aéroport de Norman Wells
L'aéroport de Norman Wells est un aéroport situé dans les Territoires du Nord-Ouest, au Canada.

## Compagnies et destinations
| Compagnies           | Destinations                                               |
| -------------------- | ---------------------------------------------------------- |
| Canadian North       | Inuvik, Yellowknife                                        |
| North-Wright Airways | Colville Lake, Déline, Fort Good Hope, Tulita, Yellowknife |

Édité le 02/05/2025